# Coccige
Il coccige è un osso impari e simmetrico, ultimo verso il basso della colonna vertebrale.
Deriva il suo nome dal greco κόκκυξ (kòkkyx), propriamente "cuculo", per via della somiglianza con il becco di tale uccello. Il primo a utilizzare il termine con tale significato fu il medico Galeno nel II secolo d.C.

## Struttura
Il coccige è l'ultimo segmento rudimentale della colonna vertebrale ed è formato da 4 a 5 segmenti fusi tra loro, che però non presentano le normali caratteristiche delle vertebre. Sono, al contrario, soltanto abbozzi di queste ultime; infatti, solo la prima vertebra coccigea presenta ancora qualche caratteristica comune alle vertebre precedenti. Si notano solo in questa gli abbozzi dei processi trasversi e dei processi articolari, definiti corni del coccige, situati posteriormente alla base e che si articolano con i corni dell'osso sacro.
Nell'insieme l'osso ha forma triangolare con una base superiore, un vertice inferiore, una faccia anteriore, una posteriore e due margini laterali. La base si articola con l'apice dell'osso sacro. Le facce anteriore e posteriore presentano dei solchi orizzontali che segnano i punti di fusione dei segmenti primitivi.
È l'ultima testimonianza della coda che caratterizzava i nostri antenati in epoca remota. A prova di ciò si riscontra, anche se molto raramente, in alcuni nascituri la presenza di ulteriori vertebre (generalmente 2-3 ma anche 5) al di sotto di esso che formano una "piccola coda".

## Articolazioni
- articolazione sacro-coccigea

## Inserzioni muscolari
Sulla superficie dorsale del coccige si inserisce il grande gluteo, verso l'apice del coccige si inserisce invece lo sfintere esterno dell'ano.